# Курилівка (Курська область)
Курилівка (рос. Куриловка) — присілок в Суджанському районі Курської області Російської Федерації.
Населення становить 77 осіб. Входить до складу муніципального утворення Гончаровська сільрада.

## Історія
Населений пункт розташований на території українського етнічного та культурного краю Східна Слобожанщина.
Від 2004 року входить до складу муніципального утворення Гончаровська сільрада.
7 серпня 2024 року був зайнятий українськими військами в результаті Курського наступу.

## Населення
| 2002 | 2010 |
| ---- | ---- |
| 116  | ↘77  |